# Mali a 2004. évi nyári olimpiai játékokon
Mali a görögországi Athénban megrendezett 2004. évi nyári olimpiai játékok egyik részt vevő nemzete volt. Az országot az olimpián 4 sportágban 21 sportoló képviselte, akik érmet nem szereztek.

## Atlétika
Férfi
| Versenyző      | Versenyszám | Előfutam | Előfutam | Előfutam | Elődöntő | Elődöntő | Elődöntő | Döntő   | Döntő    |
| Versenyző      | Versenyszám | Idő      | Hely.    | Össz.    | Idő      | Hely.    | Össz.    | Idő     | Helyezés |
| -------------- | ----------- | -------- | -------- | -------- | -------- | -------- | -------- | ------- | -------- |
| Ibrahima Maiga | 400 m gát   | 50,63    | 6.       | 28.      | kiesett  | kiesett  | kiesett  | kiesett | kiesett  |

Női
| Versenyző       | Versenyszám | Előfutam | Előfutam | Előfutam | Negyeddöntő | Negyeddöntő | Negyeddöntő | Elődöntő | Elődöntő | Elődöntő | Döntő   | Döntő    |
| Versenyző       | Versenyszám | Idő      | Hely.    | Össz.    | Idő         | Hely.       | Össz.       | Idő      | Hely.    | Össz.    | Idő     | Helyezés |
| --------------- | ----------- | -------- | -------- | -------- | ----------- | ----------- | ----------- | -------- | -------- | -------- | ------- | -------- |
| Kadiatou Camara | 200 m       | 23,56    | 6.       | 36.      | kiesett     | kiesett     | kiesett     | kiesett  | kiesett  | kiesett  | kiesett | kiesett  |

## Cselgáncs
Férfi
| Versenyző      | Versenyszám | Selejtező         | 32-es főtábla                    | Nyolcaddöntő      | Negyeddöntő       | Elődöntő          | Vigaszág első kör | Vigaszág negyeddöntő | Vigaszág elődöntő | Bronz- mérkőzés   | Döntő             | Helyezés    |
| Versenyző      | Versenyszám | Ellenfél Eredmény | Ellenfél Eredmény                | Ellenfél Eredmény | Ellenfél Eredmény | Ellenfél Eredmény | Ellenfél Eredmény | Ellenfél Eredmény    | Ellenfél Eredmény | Ellenfél Eredmény | Ellenfél Eredmény | Helyezés    |
| -------------- | ----------- | ----------------- | -------------------------------- | ----------------- | ----------------- | ----------------- | ----------------- | -------------------- | ----------------- | ----------------- | ----------------- | ----------- |
| Bourama Mariko | Könnyűsúly  |                   | Claudiu Baştea (ROU) · 0000-0210 | kiesett           | kiesett           | kiesett           |                   |                      |                   |                   |                   | helyezetlen |

## Labdarúgás

### Férfi
| #             | Név                 | Klub               | Születési idő                    | Mérkőzésszám | Gól     | Sárga lap | sárga lap · 2. sárga lap · kiállítva | kiállítva |
| Kapusok       | Kapusok             | Kapusok            | Kapusok                          | Kapusok      | Kapusok | Kapusok   | Kapusok                              | Kapusok   |
| ------------- | ------------------- | ------------------ | -------------------------------- | ------------ | ------- | --------- | ------------------------------------ | --------- |
| 1             | Fousseni Tangara    | FC Mantes          | 1978. június 12. (26 évesen)     | 0            | 0       | 0         | 0                                    | 0         |
| 4             | Soumaila Diakite    | Stade Malien       | 1984. augusztus 25. (19 évesen)  | 0            | 0       | 0         | 0                                    | 0         |
| 18            | Cheick Bathily      | Djoliba AC         | 1982. október 10. (21 évesen)    | 4            | 0       | 0         | 0                                    | 0         |
| Védők         |                     |                    |                                  |              |         |           |                                      |           |
| 3             | Adama Tamboura      | Djoliba AC         | 1985. május 18. (19 évesen)      | 4            | 0       | 1         | 0                                    | 0         |
| 5             | Boubacar Koné (csk) | AS Bamako          | 1984. augusztus 21. (19 évesen)  | 3            | 0       | 1         | 0                                    | 0         |
| 6             | Boucader Diallo     | Stade Malien       | 1984. szeptember 14. (19 évesen) | 1            | 0       | 0         | 0                                    | 0         |
| 8             | Abdou Traoré        | Djoliba AC         | 1981. augusztus 5. (23 évesen)   | 2(2)         | 0       | 1         | 0                                    | 0         |
| 12            | Drissa Diakité      | Djoliba AC         | 1985. február 18. (19 évesen)    | 3            | 0       | 2         | 0                                    | 0         |
| 16            | Moussa Coulibaly    | AS Bamako          | 1981. május 19. (23 évesen)      | 4            | 0       | 1         | 0                                    | 0         |
| Középpályások |                     |                    |                                  |              |         |           |                                      |           |
| 2             | Mamadi Berthe       | CS Sedan Ardennes  | 1983. január 17. (21 évesen)     | 4            | 1       | 0         | 0                                    | 0         |
| 14            | Mohamed Sissoko     | Valencia CF        | 1985. január 22. (19 évesen)     | 4            | 0       | 1         | 0                                    | 0         |
| Csatárok      |                     |                    |                                  |              |         |           |                                      |           |
| 7             | Tenema N'Diaye      | CS Sfaxien         | 1981. február 13. (23 évesen)    | 4            | 4       | 1         | 0                                    | 0         |
| 9             | Rafan Sidibe        | Stade Malien       | 1984. március 12. (20 évesen)    | (3)          | 0       | 0         | 0                                    | 0         |
| 10            | Mintou Doucoure     | Centre Salif Keita | 1982. július 19. (22 évesen)     | (3)          | 0       | 0         | 0                                    | 0         |
| 11            | Sédonoudé Abouta    | Djoliba AC         | 1981. január 1. (23 évesen)      | (2)          | 0       | 1         | 0                                    | 0         |
| 13            | Dramane Traoré      | Ismaily SC         | 1982. június 17. (22 évesen)     | 4            | 0       | 1         | 0                                    | 0         |
| 15            | Jimmy Kébé          | RC Lens            | 1984. január 19. (20 évesen)     | 4            | 0       | 0         | 0                                    | 0         |
| 17            | Mamadou Diallo      | USM Alger          | 1982. április 17. (22 évesen)    | 3            | 0       | 2         | 0                                    | 0         |
| Edző          |                     |                    |                                  |              |         |           |                                      |           |
|               | Cheick Oumar Kone   | Mali               | 1956. február 20. (48 évesen)    |              |         |           |                                      |           |

- Kor: 2004. augusztus 10-i kora

#### Eredmények
A csoport 
| Csapat            | M | Gy | D | V | Rg | Kg | Gk | P |
| ----------------- | - | -- | - | - | -- | -- | -- | - |
| Mali (MLI)        | 3 | 1  | 2 | 0 | 5  | 3  | +2 | 5 |
| Dél-Korea (KOR)   | 3 | 1  | 2 | 0 | 6  | 5  | +1 | 5 |
| Mexikó (MEX)      | 3 | 1  | 1 | 1 | 3  | 3  | 0  | 4 |
| Görögország (GRE) | 3 | 0  | 1 | 2 | 4  | 7  | –3 | 1 |

| 2004. augusztus 11. 20:30 |

| Mali (MLI) | 0–0         | Mexikó (MEX) |
| ---------- | ----------- | ------------ |
|            | Jegyzőkönyv |              |

| Panthessaliko Stadium, Vólosz Nézőszám: 10 104 Játékvezető: Salleh (malajziai) |

| 2004. augusztus 14. 20:30 |

| Görögország (GRE) | 0–2               | Mali (MLI)            |
| ----------------- | ----------------- | --------------------- |
|                   | (0–2) Jegyzőkönyv | Berthe 2' N'Diaye 45' |

| Kaftanzoglio Stadium, Szaloniki Nézőszám: 17 123 Játékvezető: Torres (paraguayi) |

| 2004. augusztus 17. 20:30 |

| Dél-Korea (KOR)                            | 3–3               | Mali (MLI)         |
| ------------------------------------------ | ----------------- | ------------------ |
| Cso Dzsedzsin 57' 59' Tamboura 64' (öngól) | (0–2) Jegyzőkönyv | N’Diaye 7' 24' 55' |

| Kaftanzoglio Stadium, Szaloniki Nézőszám: 3320 Játékvezető: Eric Poulat (francia) |

Negyeddöntő
| 2004. augusztus 21. 18:00 |

| Mali (MLI) | 0–1 (h. u.)                 | Olaszország (ITA) |
| ---------- | --------------------------- | ----------------- |
|            | (0–0, 0–0, 0–0) Jegyzőkönyv | Bovo 116'         |

| Karaiskaki Stadium, Pireusz Nézőszám: 27 543 Játékvezető: Torres (paraguayi) |

| Csapat     | Helyezés |
| ---------- | -------- |
| Mali (MLI) | 5.       |

## Úszás
Férfi
| Versenyző   | Versenyszám | Előfutam | Előfutam | Előfutam | Elődöntő | Elődöntő | Elődöntő | Döntő   | Döntő    |
| Versenyző   | Versenyszám | Idő      | Hely.    | Össz.    | Idő      | Hely.    | Össz.    | Idő     | Helyezés |
| ----------- | ----------- | -------- | -------- | -------- | -------- | -------- | -------- | ------- | -------- |
| David Keita | 50 m gyors  | 29,96    | 6.       | 79.      | kiesett  | kiesett  | kiesett  | kiesett | kiesett  |

Női
| Versenyző    | Versenyszám | Előfutam | Előfutam | Előfutam | Elődöntő | Elődöntő | Elődöntő | Döntő   | Döntő    |
| Versenyző    | Versenyszám | Idő      | Hely.    | Össz.    | Idő      | Hely.    | Össz.    | Idő     | Helyezés |
| ------------ | ----------- | -------- | -------- | -------- | -------- | -------- | -------- | ------- | -------- |
| Mariam Keita | 100 m mell  | 1:30,40  | 6.       | 46.      | kiesett  | kiesett  | kiesett  | kiesett | kiesett  |